# Cornelius Jansen
Cornelius Jansen (auch Jansenius genannt; * 28. Oktober 1585 in Acquoi bei Leerdam; † 6. Mai 1638 in Ypern) war ein niederländischer Theologe. Seine Lehre wurde als Jansenismus bekannt.

## Leben

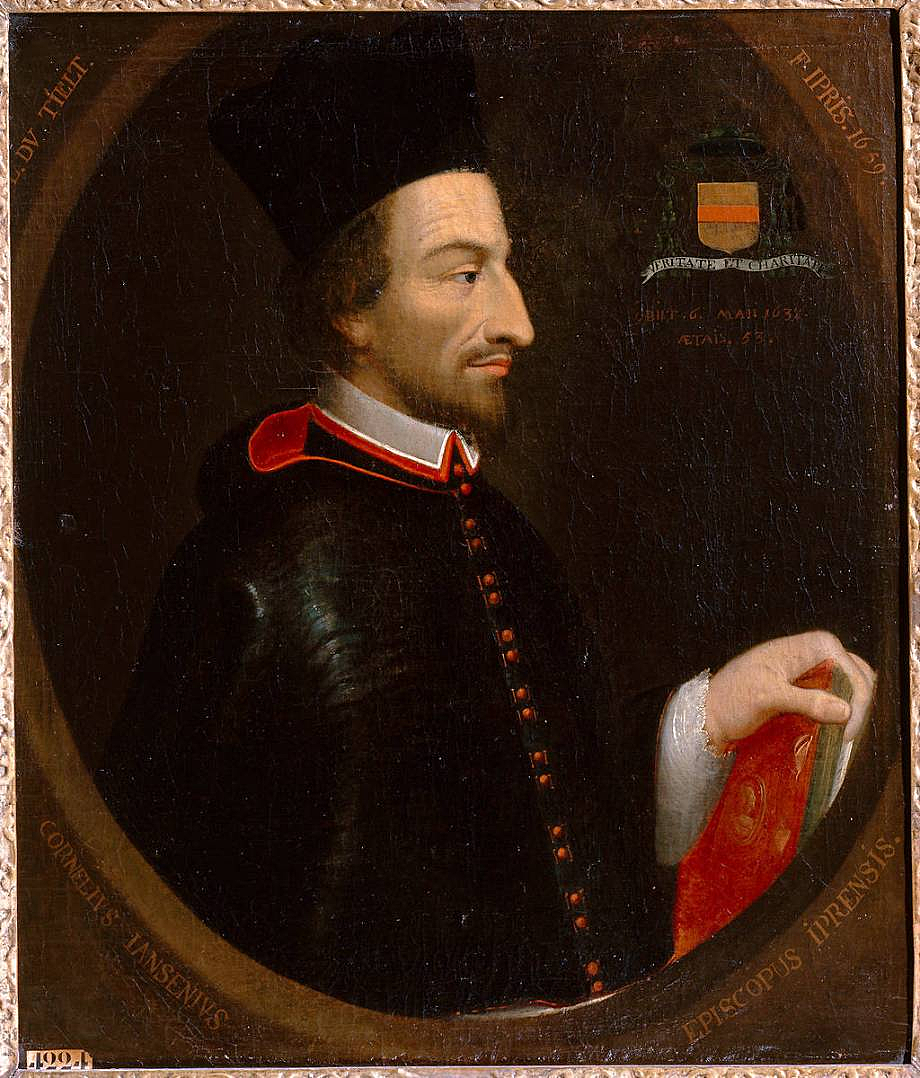
Cornelius Jansen

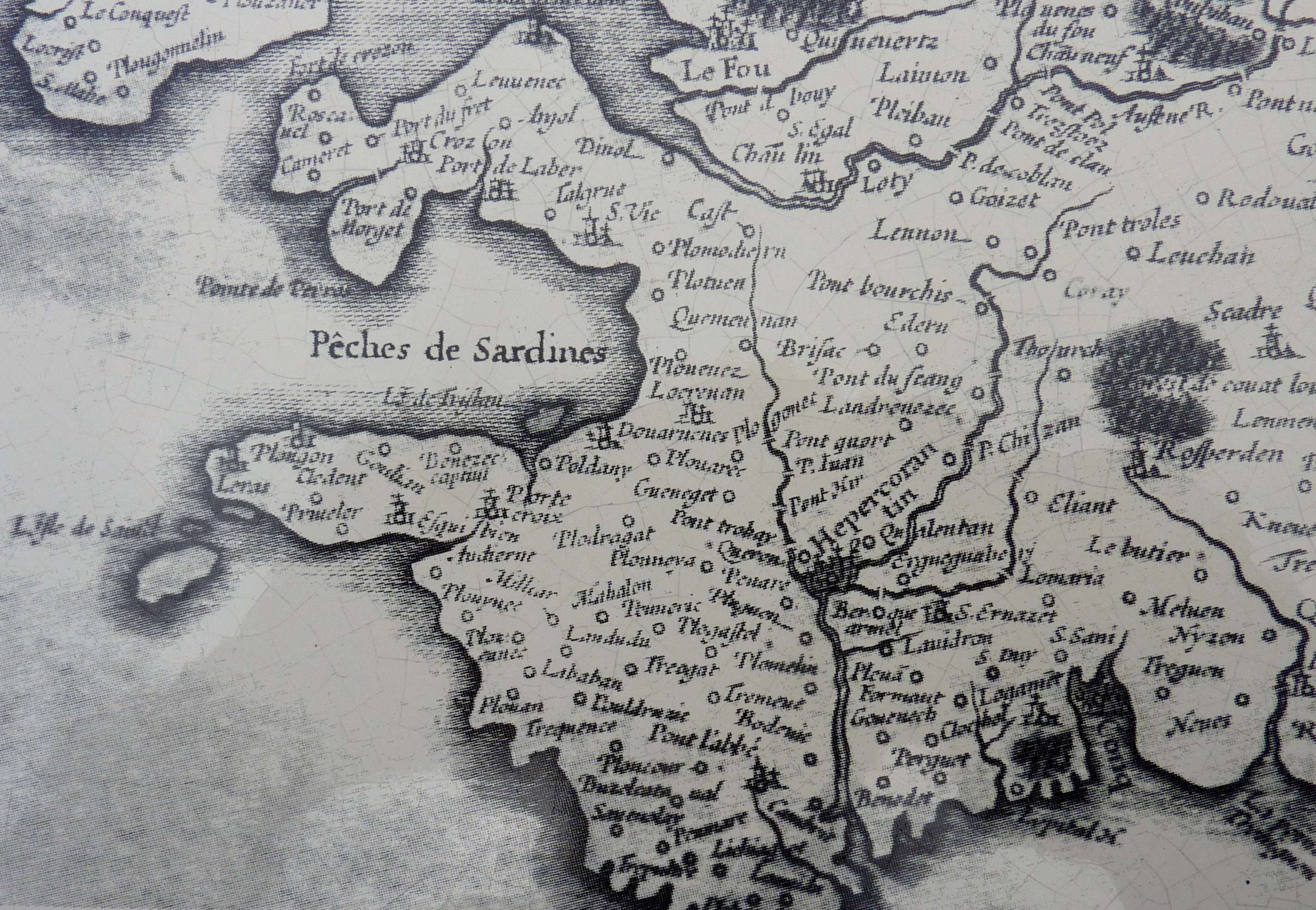
Cornouaille, Jansenius-Karte 1629

Cornelius Jansen entstammte einer katholischen Familie in Südholland. Seit 1602 widmete er sich in Löwen dem Studium der Theologie. Dort geriet er in die Auseinandersetzungen zwischen den Jesuiten und den Anhängern des Michael Bajus, dessen Lehre er sich zuwandte. In Löwen lernte er Jean Duvergier de Hauranne kennen. 1604 ging er nach Paris, einige Jahre später lebte und lehrte er in der Nähe von Bayonne, wo er die Leitung eines neu errichteten Kollegs übernahm. Gemeinsam mit Du Vergier studierte er die Schriften der Kirchenväter, besonders des Augustinus. 1616 (1617?) wurde er Leiter eines Kollegs in Löwen, wo er wieder in Konflikt mit Jesuiten geriet. 1624 und 1626 wurde er nach Madrid gesandt, um dort dem wachsenden Einfluss der Jesuitenmission in Löwen entgegenzuwirken (wohl mit Erfolg). 1630 wurde er an der Universität Löwen Professor der Exegese und lehrte den strengen Augustinismus, besonders in Bezug auf die Lehre vom freien Willen und der göttlichen Gnade.
Jansen beschäftigte sich jedoch nicht nur mit Theologie, sondern hatte auch politische Träume: er erhoffte sich ein – nach dem Vorbild der Niederlande – von der spanischen Herrschaft befreites Flandern. Um die unausweichlichen Schwierigkeiten mit den Spaniern zu dämpfen, verfasste er 1635 unter dem Pseudonym Armacanus die politische Streitschrift Alexandri Patricii Armacani Theologi Mars Gallicus seu de justitia armorum regis Galliae libri duo. Darin prangerte er die zwielichtige Politik Kardinal Richelieus an, der mit Calvinisten paktierte, um den katholischen Habsburgern zu schaden.
1636 wurde er Bischof von Ypern, starb aber schon am 6. Mai 1638 an der Pest, nachdem er sein Hauptwerk Augustinus, sive doctrina Sti. Augustini de humanae naturae sanitate, aegritudine, medicina adversus pelagianos et massilienses gerade vollendet hatte.

## Lehre
Die Schriften Jansens als Professor der Exegese sind durchaus orthodox und wurden nach seinem Tod mehrfach gedruckt. Darunter sind auch Polemiken, die sich gegen Calvinisten richten. Seine – wohlwollend betrachtete – amtliche Betätigung hinderte ihn jedoch nicht, sich mit dem Problem der Gnade im Sinne von Bajus auseinanderzusetzen. Zwischen 1617 und 1635 stand er in lebhaftem Briefwechsel mit dem Abt von St. Cyran, Du Vergier (der 1654 veröffentlicht wurde); darin entwickelte er seine Interpretation des Kirchenvaters Augustinus. Sein Ziel war eine Erneuerung der römisch-katholischen Kirche – und dies durchaus nicht im Sinne der Protestanten.
Nach seiner Ansicht war die Kirche drei Irrtümern verfallen: die scholastische Theologie (besonders die der Sorbonne in Paris) war verkündungsfern geworden, sie hatte dem einfachen Gläubigen nur Zeremonien zu bieten und dem Nachdenklichen kaum mehr als eine den Stoikern nahestehende Moralreligion. In seinem Hauptwerk Augustinus..., an dem er nach eigener Aussage über 20 Jahre gearbeitet hatte, erklärte er die Philosophie, insbesondere die aristotelische (der die Scholastiker folgten), als die Mutter der pelagianischen Irrlehre und behauptete in streng augustinischer Weise die gänzliche Verderbnis der menschlichen Natur und des freien Willens, woraus die Lehre von der Prädestination folgt. Wenige sind auserwählt, in die ewige Seligkeit zu gelangen. Diese Ansicht scheint Jansen in die Nähe der Calvinisten zu rücken. Jedoch war er immer ein entschiedener Gegner der Lehre der Rechtfertigung durch den Glauben. Auch blieb er stets davon überzeugt, dass die persönliche Beziehung des Gläubigen zu Gott nur innerhalb der (römischen) katholischen Kirche zur „Rettung der Seele“ führen könne.
Diese Denkweise nannte man nun Jansenismus und ihre Anhänger Jansenisten; ihre eifrigsten Gegner waren von Anfang an die Jesuiten. Ein Beispiel für den langjährigen Konflikt ist die Bio- und Bibliographie des böhmischen Grafen von Sporck Franz Anton von Sporck.

## Werke
- Augustinus, sive doctrina Sti. Augustini de humanae naturae sanitate, aegritudine, medicina adversus pelagianos et massilienses. 3 Bde. Löwen 1640. Nachdruck: Minerva, Frankfurt a. Main 1964
- Pentateuchus, sive Commentarius in quinque libros Moysis. Löwen 1641. Digitalisat der 3. Aufl. 1685 der Bayerischen Staatsbibliothek